# 227-я штурмовая авиационная дивизия
227-я штурмовая авиационная Бердичевская Краснознамённая дивизия (227-я шад) — соединение Военно-Воздушных сил (ВВС) Вооружённых Сил РККА штурмовой авиации, принимавшее участие в боевых действиях Великой Отечественной войны.

## Наименования дивизии
- 227-я штурмовая авиационная дивизия;
- 227-я штурмовая авиационная Бердичевская дивизия;
- 227-я штурмовая авиационная Бердичевская Краснознамённая дивизия;
- Полевая почта 10271.

## Создание дивизии

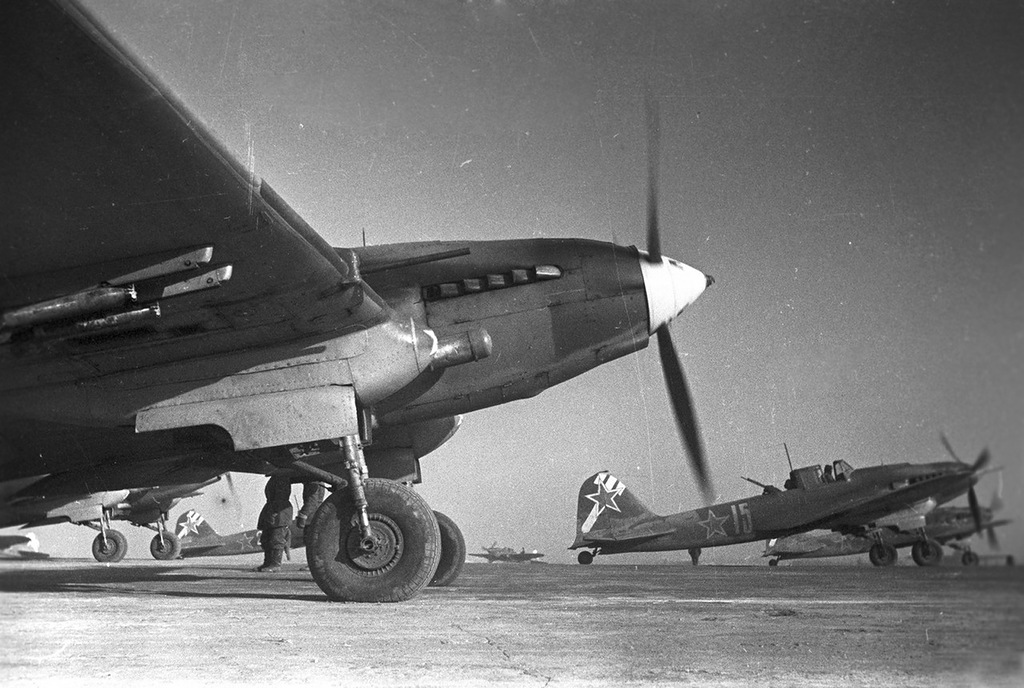
Советские самолёты-штурмовики Ил-2 вылетают на боевое задание под Сталинградом. Январь 1943 г

227-я штурмовая авиационная дивизия сформирована Приказом НКО СССР 24 мая 1942 года в составе 2-й воздушной армии Брянского фронта.

## Расформирование дивизии
227-я Бердичевская Краснознамённая штурмовая авиационная дивизия в июне 1946 года была расформирована в составе 8-го штурмового авиационного корпуса 14-й воздушной армии.

## В действующей армии
В составе действующей армии:
- с 24 мая 1942 года по 15 апреля 1943 года,
- с 1 ноября 1943 года по 11 мая 1945 года.

## Командир дивизии
- Полковник Ложечников Андрей Александрович[3], период нахождения в должности: с 24 мая 1942 года по 27 апреля 1944 года.
- Полковник Сапрыкин Валентин Филиппович, период нахождения в должности: с 28 апреля 1944 года по 28 мая 1944 года.
- Подполковник Левадный Александр Сидорович[3], период нахождения в должности: с 29 мая 1944 года по 30 октября 1944 года.
- Полковник Обухов Алексей Филиппович[3], период нахождения в должности: с 30 октября 1944 года до июля 1946 года.

## В составе объединений
| Дата          | Фронт (округ)               | Армия                | Корпус                           | Примечания |
| ------------- | --------------------------- | -------------------- | -------------------------------- | ---------- |
| 24.05.1942 г. | Брянский фронт              | 2-я воздушная армия  | -                                | -          |
| 09.07.1942 г. | Воронежский фронт           | 2-я воздушная армия  | -                                | -          |
| 16.11.1942 г. | Юго-Западный фронт          | 2-я воздушная армия  | -                                | -          |
| 21.12.1942 г. | Воронежский фронт           | 2-я воздушная армия  | -                                | -          |
| 15.04.1943 г. | Резерв ВГК                  | -                    | -                                | -          |
| 01.07.1943 г. | Московский военный округ    | ВВС округа           | -                                | -          |
| 01.11.1943 г. | 1-й Украинский фронт        | 2-я воздушная армия  | -                                | -          |
| 14.04.1944 г. | 1-й Украинский фронт        | 2-я воздушная армия  | 8-й штурмовой авиационный корпус | -          |
| 05.08.1944 г. | 4-й Украинский фронт        | 8-я воздушная армия  | 8-й штурмовой авиационный корпус | -          |
| 11.05.1945 г. | 4-й Украинский фронт        | 8-я воздушная армия  | 8-й штурмовой авиационный корпус | -          |
| 10.06.1945 г. | Центральная группа войск    | 8-я воздушная армия  | 8-й штурмовой авиационный корпус | -          |
| 01.08.1945 г. | Львовский военный округ     | 14-я воздушная армия | 8-й штурмовой авиационный корпус | -          |
| 09.04.1946 г. | Прикарпатский военный округ | 14-я воздушная армия | 8-й штурмовой авиационный корпус | -          |

## Части и отдельные подразделения дивизии
За весь период своего существования боевой состав дивизии претерпевал изменения:
| Период                  | Наименование                          | Вооружение                                                      |
| ----------------------- | ------------------------------------- | --------------------------------------------------------------- |
| 17.05.1942 — 14.07.1942 | 503-й штурмовой авиационный полк      | Ил-2, убыл на доукомплектование                                 |
| 24.05.1942 — 01.06.1946 | 525-й штурмовой авиационный полк      | Ил-2                                                            |
| 24.06.1942 — 15.04.1943 | 61-й штурмовой авиационный полк       | Ил-2, убыл в состав 291-й шад                                   |
| 25.06.1942 — 01.06.1946 | 208-й штурмовой авиационный полк      | Ил-2                                                            |
| 07.07.1942 — 30.08.1942 | 190-й штурмовой авиационный полк      | Ил-2, прибыл из 225-й шад, у был в 1-ю заб на доукомплектование |
| 07.07.1942 — 09.11.1942 | 241-й штурмовой авиационный полк      | Ил-2, прибыл из 225-й шад, убыл в состав 205-й иад              |
| 07.07.1942 — 12.11.1942 | 801-й штурмовой авиационный полк      | Ил-2, прибыл из 225-й шад, убыл в состав 232-й шад              |
| 07.07.1942 — 11.07.1942 | 872-й штурмовой авиационный полк      | Ил-2, прибыл из 225-й шад, у был в 1-ю заб на доукомплектование |
| 01.07.1943 — 01.06.1946 | 637-й штурмовой авиационный полк      | Ил-2, убыл в состав 291-й шад                                   |
| 08.07.1942 — 01.08.1942 | 824-й истребительный авиационный полк | ЛаГГ-3, убыл в 4-й зиап                                         |
| 12.11.1942 — 15.01.1943 | 737-й истребительный авиационный полк | ЛаГГ-3, Як-1 и Як-7б, убыл в состав 205-й иад                   |
| 02.01.1943 — 15.04.1943 | 515-й истребительный авиационный полк | Як-7б, убыл в 6-й зиап                                          |

### Боевой состав дивизии на 9 мая 1945 года
| Наименование                     | Вооружение, базирование    |
| -------------------------------- | -------------------------- |
| 208-й штурмовой авиационный полк | Ил-2, Прага (Чехословакия) |
| 525-й штурмовой авиационный полк | Ил-2, Прага (Чехословакия) |
| 637-й штурмовой авиационный полк | Ил-2, Прага (Чехословакия) |

### Боевой состав дивизии на 1 июня 1946 года
| Наименование                     | Вооружение, базирование                 |
| -------------------------------- | --------------------------------------- |
| 208-й штурмовой авиационный полк | Ил-2, Коломыя (Станиславская область)   |
| 525-й штурмовой авиационный полк | Ил-2, Станислав (Станиславская область) |
| 637-й штурмовой авиационный полк | Ил-2, Коломыя (Станиславская область)   |

## Участие в операциях и битвах
- Воронежско-Ворошиловградская операция[3] — с 28 июня 1942 года по 24 июля 1942 года.
- Сталинградская битва[3] — с 18 сентября 1942 года по 18 ноября 1942 года.
- Среднедонская операция[3] — с 16 декабря 1942 года по 30 декабря 1942 года
- Житомирско-Бердичевская операция[3] — с 24 декабря 1943 года по 14 января 1944 года.
- Корсунь-Шевченковская операция[3] — с 24 января 1944 года по 17 февраля 1944 года.
- Ровно-Луцкая операция[3] — с 27 января 1944 года по 11 февраля 1944 года.
- Проскуровско-Черновицкая наступательная операция[3] — с 4 марта 1944 года по 17 апреля 1944 года.
- Львовско-Сандомирская операция[3] — с 13 июля 1944 года по 29 августа 1944 года.
- Восточно-Карпатская операция[3] — с 8 сентября 1944 года по 28 октября 1944 года.
- Западно-Карпатская операция[3] — с 12 января 1945 года по 18 февраля 1945 года.
- Моравско-Остравская наступательная операция[3] — с 10 марта 1945 года по 5 мая 1945 года.
- Пражская операция[3] — с 6 мая 1945 года по 11 мая 1945 года.

## Почётные наименования

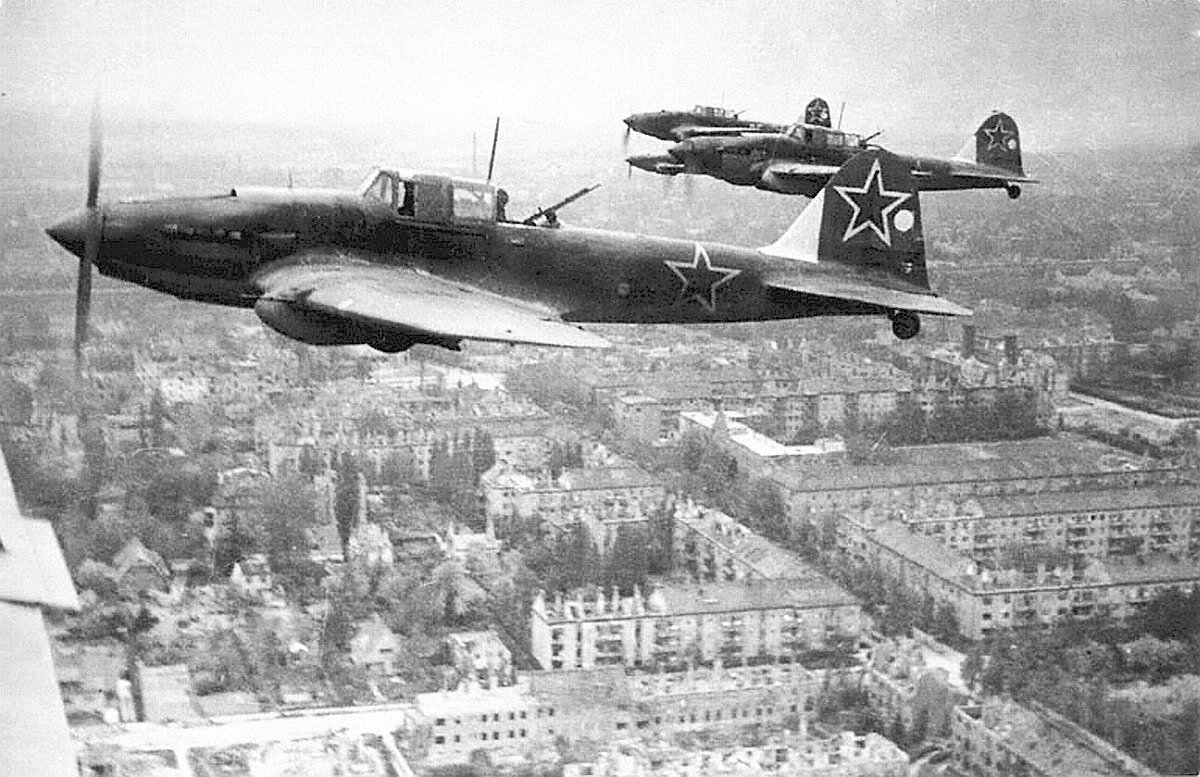
Звено Ил-2 м над Берлином в 1945 году

- 227-й штурмовой авиационной дивизии 6 января 1944 года за отличия в боях при освобождении города Бердичев присвоено почётное наименование «Бердичевская»[7].
- 208-му штурмовому авиационному полку присвоено почётное наименование «Станиславский»[8].
- 525-му штурмовому авиационному полку присвоено почётное наименование «Ямпольский»[9].
- 525-му штурмовому авиационному Ямпольскому полку присвоено почётное наименование «Кременецкий»[10].
- 637-му штурмовому авиационному полку присвоено почётное наименование «Тарнопольский»[11]

## Награды
- 227-я штурмовая авиационная Бердичевская дивизия Указом Президиума Верховного Совета СССР награждена орденом «Боевого Красного Знамени»
- 208-й штурмовой авиационный Станиславский полк Указом Президиума Верховного Совета СССР награждён орденом «Боевого Красного Знамени»
- 208-й штурмовой авиационный Станиславский полк Указом Президиума Верховного Совета СССР награждён орденом «Кутузова III степени»
- 208-й штурмовой авиационный Станиславский полк Указом Президиума Верховного Совета СССР награждён орденом «Суворова III степени»
- 525-й штурмовой авиационный Ямпольско-Кременецкий полк Указом Президиума Верховного Совета СССР награждён орденом «Боевого Красного Знамени»
- 525-й штурмовой авиационный Ямпольско-Кременецкий полк Указом Президиума Верховного Совета СССР награждён орденом «Суворова III степени»
- 637-й штурмовой авиационный Тарнопольский полк Указом Президиума Верховного Совета СССР награждён орденом «Богдана Хмельницкого II степени»

## Благодарности Верховного Главнокомандующего
- За освобождение города Бердичев[7].
- За овладение городом Кременец — мощной естественной крепостью на хребте Кременецких гор, усиленной немцами развитой сетью искусственных оборонительных сооружений[12]
- за овладение городами Михальовце и Гуменне[13]
- За овладение городами Ясло и Горлице[14]
- За овладение городами Новы-Сонч, Прешов, Кошице и Бардеёв[15]
- За овладение городами Вадовице, Спишска-Нова-Вес, Спишска-Стара-Вес и Левоча[16].
- За овладение городом Попрад[17]
- За овладение овладение городом Бельско[18]
- За овладение городом Опава[19]
- За овладение городами Моравска-Острава, Жилина[20]
- За овладение городом Оломоуц[21]

## Отличившиеся воины дивизии
| - Алексеенко Георгий Афанасьевич, старший лейтенант, командир эскадрильи 637-го штурмового авиационного полка 227-й штурмовой авиационной дивизии 2-й воздушной армии Указом Президиума Верховного Совета СССР 26 октября 1944 года удостоен звания Герой Советского Союза. Золотая Звезда 4540. - Амелин Георгий Иванович, лейтенант, заместитель командира эскадрильи 208-го штурмового авиационного полка 227-й штурмовой авиационной дивизии 8-го штурмового авиационного корпуса 8-й воздушной армии Указом Президиума Верховного Совета СССР 15 мая 1946 года удостоен звания Герой Советского Союза. Золотая Звезда № 5867 - Батиньков Сергей Алексеевич, капитан, командир эскадрильи 208-го штурмового авиационного полка 227-й штурмовой авиационной дивизии 8-го штурмового авиационного корпуса 8-й воздушной армии Указом Президиума Верховного Совета СССР 29 июня 1945 года удостоен звания Герой Советского Союза. Золотая Звезда № 8054 - Бурак Александр Кондратьевич, старший лейтенант, заместитель командира эскадрильи 208-го штурмового авиационного полка 227-й штурмовой авиационной дивизии 8-го штурмового авиационного корпуса 8-й воздушной армии Указом Президиума Верховного Совета СССР 29 июня 1945 года удостоен звания Герой Советского Союза. Золотая Звезда № 7619 - Глобин Николай Иванович, старший лейтенант, командир звена 525-го штурмового авиационного полка 227-й штурмовой авиационной дивизии 8-го штурмового авиационного корпуса 8-й воздушной армии Указом Президиума Верховного Совета СССР 29 июня 1945 года удостоен звания Герой Советского Союза. Золотая Звезда № 4221 - Говорухин Лев Алексеевич, майор, штурман 525-го штурмового авиационного полка 227-й штурмовой авиационной дивизии 8-го штурмового авиационного корпуса 8-й воздушной армии Указом Президиума Верховного Совета СССР 15 мая 1946 года удостоен звания Герой Советского Союза. Золотая Звезда № 6878 - Ермаков Александр Семёнович, лейтенант, штурман эскадрильи 525-го штурмового авиационного полка 227-й штурмовой авиационной дивизии 8-го штурмового авиационного корпуса 8-й воздушной армии Указом Президиума Верховного Совета СССР 29 июня 1945 года удостоен звания Герой Советского Союза. Посмертно - Зайцев Николай Ильич, старший лейтенант, заместитель командира эскадрильи 208-го штурмового авиационного полка 227-й штурмовой авиационной дивизии 8-го штурмового авиационного корпуса 8-й воздушной армии Указом Президиума Верховного Совета СССР 15 мая 1946 года удостоен звания Герой Советского Союза. Золотая Звезда № 9028 - Зарецких Михаил Александрович, лейтенант, лётчик 525-го штурмового авиационного полка 227-й штурмовой авиационной дивизии 8-го штурмового авиационного корпуса 8-й воздушной армии Указом Президиума Верховного Совета СССР 29 июня 1945 года удостоен звания Герой Советского Союза. Золотая Звезда № 6306 - Звягин Александр Евстафьевич, лейтенант, старший лётчик 208-го штурмового авиационного полка 227-й штурмовой авиационной дивизии 8-го штурмового авиационного корпуса 8-й воздушной армии Указом Президиума Верховного Совета СССР 15 мая 1946 года удостоен звания Герой Советского Союза. Золотая Звезда № 9085 - Калашников Анатолий Степанович, младший лейтенант, заместитель командира эскадрильи 637-го штурмового авиационного полка 227-й штурмовой авиационной дивизии 2-й воздушной армии Указом Президиума Верховного Совета СССР 26 октября 1944 года удостоен звания Герой Советского Союза. Золотая Звезда № 2753. - Капустников Николай Ильич, лейтенант, командир эскадрильи 637-го штурмового авиационного полка 227-й штурмовой авиационной дивизии 8-го штурмового авиационного корпуса 8-й воздушной армии Указом Президиума Верховного Совета СССР 29 июня 1945 года удостоен звания Герой Советского Союза. Посмертно - Кизюн Пётр Кондратьевич, майор, помощник по воздушно-стрелковой службе командира 525-го штурмового авиационного полка 227-й штурмовой авиационной дивизии 8-го штурмового авиационного корпуса 8-й воздушной армии Указом Президиума Верховного Совета СССР 29 июня 1945 года удостоен звания Герой Советского Союза. Золотая Звезда № 7713 - Коровин Кесарь Михайлович, майор, помощник по воздушно-стрелковой службе командира 637-го штурмового авиационного полка 227-й штурмовой авиационной дивизии 8-го штурмового авиационного корпуса 8-й воздушной армии Указом Президиума Верховного Совета СССР 15 мая 1946 года удостоен звания Герой Советского Союза. Золотая Звезда № 9867 - Кудрявцев Николай Гаврилович, лейтенант, командир звена 637-го штурмового авиационного полка 227-й штурмовой авиационной дивизии 8-го штурмового авиационного корпуса 8-й воздушной армии Указом Президиума Верховного Совета СССР 18 августа 1945 года удостоен звания Герой Советского Союза. Золотая Звезда № 8745 - Кучеренко Александр Васильевич, лейтенант, старший лётчик 525-го штурмового авиационного полка 227-й штурмовой авиационной дивизии 8-го штурмового авиационного корпуса 8-й воздушной армии Указом Президиума Верховного Совета СССР 29 июня 1945 года удостоен звания Герой Советского Союза. Золотая Звезда № 8682 - Макаров Пётр Григорьевич, старший лейтенант, заместитель командира эскадрильи 525-го штурмового авиационного полка 227-й штурмовой авиационной дивизии 8-го штурмового авиационного корпуса 8-й воздушной армии Указом Президиума Верховного Совета СССР 23 февраля 1945 года удостоен звания Герой Советского Союза. Золотая Звезда № 7366 - Марковцев Степан Харитонович, подполковник, командир 208-го штурмового авиационного полка 227-й штурмовой авиационной дивизии 8-го штурмового авиационного корпуса 8-й воздушной армии Указом Президиума Верховного Совета СССР 29 июня 1945 года удостоен звания Герой Советского Союза. Золотая Звезда № 8767 - Можейко Павел Викторович, майор, командир эскадрильи 525-го штурмового авиационного полка 227-й штурмовой авиационной дивизии 8-го штурмового авиационного корпуса 8-й воздушной армии Указом Президиума Верховного Совета СССР 29 июня 1945 года удостоен звания Герой Советского Союза. Золотая Звезда № 7509 - Никифоров Константин Степанович, старший лейтенант, помощник по воздушно-стрелковой службе командира 208-го штурмового авиационного полка 227-й штурмовой авиационной дивизии 8-го штурмового авиационного корпуса 8-й воздушной армии Указом Президиума Верховного Совета СССР 29 июня 1945 года удостоен звания Герой Советского Союза. Золотая Звезда № 8064 - Павлюченко Иван Васильевич, майор, командир эскадрильи 525-го штурмового авиационного полка 227-й штурмовой авиационной дивизии 2-й воздушной армии Указом Президиума Верховного Совета СССР 26 октября 1944 года удостоен звания Герой Советского Союза. Посмертно. - Пастухов Геннадий Фёдорович, старший лейтенант, командир звена 525-го штурмового авиационного полка 227-й штурмовой авиационной дивизии 8-го штурмового авиационного корпуса 8-й воздушной армии Указом Президиума Верховного Совета СССР 15 мая 1946 года удостоен звания Герой Советского Союза. Золотая Звезда № 6935 - Першутов Иван Васильевич, лейтенант, заместитель командира эскадрильи 525-го штурмового авиационного полка 227-й штурмовой авиационной дивизии 2-й воздушной армии Указом Президиума Верховного Совета СССР 26 октября 1944 года удостоен звания Герой Советского Союза. Посмертно. - Родин Николай Иванович, старший лейтенант, заместитель командира эскадрильи 525-го штурмового авиационного полка 227-й штурмовой авиационной дивизии 8-го штурмового авиационного корпуса 8-й воздушной армии Указом Президиума Верховного Совета СССР 29 июня 1945 года удостоен звания Герой Советского Союза. Золотая Звезда № 8693 - Фомин Сергей Семёнович, старший лейтенант, заместитель командира эскадрильи 525-го штурмового авиационного полка 227-й штурмовой авиационной дивизии 8-го штурмового авиационного корпуса 8-й воздушной армии Указом Президиума Верховного Совета СССР 23 февраля 1945 года удостоен звания Герой Советского Союза. Золотая Звезда № 5924 - Юшин Сергей Васильевич, старший лейтенант, заместитель командира эскадрильи 637-го штурмового авиационного полка 227-й штурмовой авиационной дивизии 8-го штурмового авиационного корпуса 8-й воздушной армии Указом Президиума Верховного Совета СССР 29 июня 1945 года 18 августа 1945 года удостоен звания Герой Советского Союза. Золотая Звезда № 7546 - Яковлев Алексей Александрович, старший лейтенант, заместитель командира эскадрильи 208-го штурмового авиационного полка 227-й штурмовой авиационной дивизии 8-го штурмового авиационного корпуса 8-й воздушной армии Указом Президиума Верховного Совета СССР 15 мая 1946 года удостоен звания Герой Советского Союза. Золотая Звезда № 6158 |

## Базирование
| Период               | Место базирования                          |
| -------------------- | ------------------------------------------ |
| 05.1945 — 01.08.1945 | Прага (Чехословакия)                       |
| 01.08.1945 — 06.1946 | Коломыя, Станислав (Станиславская область) |

## Послевоенная история дивизии
После войны дивизия в составе 8-го штурмового авиационного корпуса 8-й воздушной армии входила в состав 4-го Украинского фронта. 25 августа 1945 года на основании приказа НКО СССР от 9 июля 1945 года фронт расформирован, его полевое управление обращено на формирование Львовского военного округа. Дивизия вместе с корпусом 8-й воздушной армии вошла в Львовский военный округ.
После объединения Прикарпатского и Львовского военных округов, управление 8-й воздушной армии 9 апреля 1946 года переведено в Киевский военный округ для формирования управления 2-й воздушной армии Дальней авиации в Виннице. Управление 8-го штурмового авиационного Львовского корпуса было переведено на Дальний Восток в состав 9-й воздушной армии Приморского военного округа, а дивизия была расформирована.